# Cold 187um
Gregory Fernan Hutchinson, född 2 augusti 1961 i Pomona, Kalifornien, mer känd under artistnamnen Big Hutch och Cold 187 um är en amerikansk rappare och musikproducent. Han är med i rapgruppen Above the Law.

## Diskografi

### Soloalbum
- Executive Decisions (1999)
- Live from the Ghetto (2004)
- Fresh Out The Pen (2008)

## Produktion
| År   | Artist | Låt(ar)        | Album                |
| ---- | ------ | -------------- | -------------------- |
| 1994 | Kokane | Hela albumet   | Funk Upon a Rhyme    |
| 1995 | Kam    | "Givin' It Up" | Made in America      |
| 1996 | MC Ren | 6 låtar        | The Villain in Black |